# うるみゆう
うるみ ゆう（1987年5月15日 - ）は、日本のAV女優。
福島県出身。プライムエージェンシー所属。
身長：148cm 、スリーサイズ：B95・W59・H84、Iカップ。血液型：A型
趣味:ドライブ・ピアノ

## 略歴
2007年に『現役、美巨乳×音大生 うるみゆう』でAVデビュー。

## 作品

### アダルトビデオ
2007年
- 現役、美巨乳×音大生 （10月5日、ワープエンタテインメント）
- ゲキ濡れモロ透け★制服ファック（11月5日、ワープエンタテインメント）
- パイズリしまくり敏感チクビ女（12月5日、ワープエンタテインメント）
- ワープエンタテインメント 1年まるごと特別総集編 2007 4時間（12月5日、ワープエンタテインメント）

2008年
- 狂った乳房（1月6日、ワープエンタテインメント）
- S+CONTENTS 4時間 一発目のセックス!!4時間（2月5日、ワープエンタテインメント）
- 巨乳が寝てる間に… たっぷり揉んだら、仕上げに挿入!!（2月15日、ワープエンタテインメント）
- Icup Wキャスト（4月1日、MOODYZ）
- ハイパーデジタルモザイクVol.078（5月1日、MOODYZ）
- 現役・美巨乳音大生×マジ姦×11ファック（5月15日、ワープエンタテインメント）
- 極上MOODYZカフェ 爆乳・パイパン・中出しフルコース（6月13日、MOODYZ）
- E-BODY（9月13日、E-BODY）
- 黒人輪姦（9月25日、ダスッ!）
- BOIN （10月11日、隼エージェンシー）
- うるみゆうは現役音大生兼巨大乳房家畜（10月25日、ダスッ!）
- スグに壊れる日焼けマシーンを設置したギャル専用日焼けサロンを開いて犯す（11月22日、カッコイイ!）※AVグランプリ2009 エントリー作品
- BODY KISS（11月25日、デジタルアーク）
- 社長秘書はインテリ痴女（12月1日、ワンズファクトリー）
- 張り型チンポ自慰 02（12月1日、ワンズファクトリー）
- ハーレム 3（12月19日、ミスター・インパクト）

2009年
- Boin「うるみゆう」Box（2月1日、ABC/妄想族）
- 乳首カフェ ビーチク敏感サラリーマン限定（2月1日、ワンズファクトリー）
- 手コキ美女 3（2月6日、クリスタル映像）
- I-cup95cm 巨乳で完全看護 うるみゆうの泌尿器クリニック（2月19日、ディープス）
- フェラマニア Vol.5（2月19日、ミスター・インパクト）
- 爆乳で体をシゴかれたい!（2月25日、竜宮城/妄想族）
- 緊縛凌犯録 乳奴隷Iカップ若妻看護師（2月26日、ゲインコーポレーション）
- 極上MOODYZカフェ 爆乳・パイパン・中出しフルコース 特別編（3月1日、MOODYZ）
- 女子校生のお掃除フェラチオ（3月20日、OFFICE K'S）
- 女子校生チ○ポオナニー（4月1日、OFFICE K'S）
- 私立IP女学院 4 （2009年4月1日、アイデアポケット）
- 集団巨乳痴女（4月19日 クロス）
- ボイン240（7月16日、ハヤブサ）
- 日本一受けたい裸の授業 女講師8人が教えてア・ゲ・ル（12月19日、シュガーワークス）

2011年
- egoist case 解禁 5/7（5月25日、デジタルアーク）

### オリジナルビデオ
- 痴漢（秘）劇場 濡れる秘肉なぶり（2008年12月5日、竹書房）